# Панчу Аруначалам
Панчу Аруначалам (там. பஞ்சு அருணாசலம்; 18 июня 1941, Сирукудалпатти — 9 августа 2016, Ченнаи) — индийский писатель, режиссёр, продюсер и поэт-песенник, работавший в индустрии кино на тамильском языке. За три десятилетия карьеры написал сценарии более 100 фильмов и тексты 200 песен. Двукратный лауреат Кинопремия штата Тамил-Наду за лучшие диалоги (1982 и 1992).

## Биография
Родился в деревне Сирукудалпатти близ города Караикуди
в округе Рамнад Мадрасского президентства Британской Индии (ныне округ Шиваганга штата Тамилнад).
Его отец — старший брат тамильского поэта Каннадасана.
С должности его ассистента Аруначалам начал свою карьеру.
Он написал сценарии для около 100 фильмов, включая Apoorva Sagodharargal, Dharmathin Thalaivan, Murattu Kaalai, Manithan и Bhuvana Oru Kelvi Kuri, а также тексты более 200 песен, в том числе ставшие супер-хитами «Manmagale Marumagale Vaa Vaa» из фильма Sharada (1963), «Poopola Poopala» из Naanum Oru Penn (1963) и «Pon Ezhil Poothathu Puthu Vaanil» из Kalangarai Vilakkam (1965).
Он также познакомил публику с композитором Илаяраджей, предоставив ему возможность дебютировать в фильме Annakili в 1976 году, и придумал ему псевдоним.
В конце 1970-х он основал собственную производственную компанию PA Art Productions, ставшую одним из ведущих производственных домов в 1970—1980-х годах и впустившую 45 кинолент, в том числе множество блокбастеров.
Благодаря его фильмам актёр Раджникант получил свою невероятную популярность, он снялся в 23 кинолентах по сценарию Аруначалама, среди которых Kazhugu, Pokkiri Raja и Paayum Puli. Другой известный тамильский актёр Камал Хасан работал с Аруначаламом в 13 фильмах, включая Thoongadhey Thambi Thoongadhey и Uyarndha Ullam.
Аруначалам также вступил в качестве режиссёра в четырёх фильмах: Manamagale Vaa (1988), Puthu Paatu (1990), Kalikalam (1992) и Thambi Pondatti (1992). В его заслуги также входит повторная популяризация коммерческого кино с лёгким налётом реализма, в эпоху доминирования М. Г. Рамачандрана и Шиваджи Ганешана.
В 2016 году кинематографист был награждён SIIMA Awards за пожизненные достижения.
Воспитал двоих дочерей и двоих сыновей, один из которых актёр Суббу Панчу Аруначалам. За несколько месяцев до его смерти продюсер Г. Дхананджаян впустил документальный фильм о нём.